# Miguel Zepeda
Miguel Zepeda (* 25. Mai 1976 in Tepic, Nayarit) ist ein ehemaliger mexikanischer Fußballspieler, der meistens im offensiven Mittelfeld agierte. Im Winter 1997 wurde er zum besten Nachwuchsspieler Mexikos gewählt.

## Leben

### Verein
Zepeda begann seine Profikarriere bei Atlas Guadalajara, für den er zwischen 1995 und 2001 dem runden Leder hinterherjagte. Anschließend wechselte er zum Hauptstadtverein CD Cruz Azul, bei dem er in den Spielzeiten 2001/02 und 2002/03 unter Vertrag stand. Seine weiteren Engagements waren stets von kurzer Dauer und mehrfach auf eine halbe Saison begrenzt. Zuletzt spielte er in der Saison 2010/11 für den Zweitligaverein Leones Negros, bei dem er der unumstrittene Führungsspieler ist.

### Nationalmannschaft
Sein Debüt im Dress der mexikanischen Nationalmannschaft gab Zepeda am 10. Februar 1999 bei der 0:1-Niederlage gegen Argentinien. Seinen letzten Länderspieleinsatz absolvierte er am 27. April 2005, als Mexiko sich von Polen mit 1:1 trennte.
Höhepunkt seiner Länderspielkarriere war die Teilnahme am im eigenen Land ausgetragenen FIFA-Konföderationen-Pokal 1999, bei dem die mexikanische Nationalmannschaft ihren bisher größten Triumph feiern konnte. "El Tri" gewann den Titel durch einen Finalsieg gegen Rekordweltmeister Brasilien im Aztekenstadion von Mexiko-Stadt und Zepeda darf durch seine zwei Tore, die er zum 4:3-Sieg beisteuern konnte, zu Recht als "Matchwinner" bezeichnet werden.

## Erfolge

### Persönlich
- Bester Nachwuchsspieler Mexikos: Winter 1997

### Nationalmannschaft
- FIFA-Konföderationen-Pokal: 1999